# La Fortune des Winczlav
La Fortune des Winczlav est une série de bande dessinée française scénarisée par Jean Van Hamme et dessinée par Philippe Berthet. Ce prequel met en scène une saga familiale qui révèle sur trois générations et en trois tomes les origines de la fortune de Nerio Winch, dont Largo Winch est l'héritier et le fils adoptif. La trilogie révèle comment s'est bâtie la fortune dont Largo Winch est devenu l'héritier.

## Synopsis
La série se penche sur les origines lointaines de Largo Winch. On savait déjà que Largo Winch s’appelait en fait Largo Winczlav, qu'il était orphelin et qu'il avait été adopté par Nerio Winch, un milliardaire qui lui a légué sa fortune, la première fortune mondiale (lire L’Héritier, premier tome de la saga). Mais d'où vient cette fortune ? 
Jeune médecin au Monténégro en 1848, Vanko Winczlav a pris la tête d’une insurrection contre le pouvoir ottoman en place. Il se croit en sécurité dans un village des montagnes. Il est trahi et vendu aux soldats turcs et n’a d’autre choix que de fuir avec l’aide d’une jeune Bulgare nommée Veska et enceinte à la suite d’un viol. Poursuivi, il est contraint de fuir à travers l’Europe, puis dans la toute jeune Amérique pour se sauver dans l’effervescence révolutionnaire et industrielle du XIXe siècle. À New York, il trouve un poste d’infirmier, son diplôme de médecin n’étant pas reconnu aux États-Unis. Vranko épouse ensuite l’infirmière avec laquelle il travaille, fille d’un riche négociant en whisky. Puis il est condamné pour un meurtre qu’il n’a pas commis. Libéré pour servir en tant que médecin dans l'armée de l'Union lors de la guerre de sécession, il finit par déserter sans qu'on ne retrouve sa trace. Accablée par le chagrin, sa seconde épouse décède, laissant ses deux grands fils (l’un né de leur union, Milan, le second du viol de Veska, Sandor) partir à l’aventure, le premier vers le Sud, le second vers l’Ouest sauvage.
Le 2e opus débute en 1910, le fils de Vanko, Milan, a fait fortune dans le pétrole avant de mourir dans un ouragan et laisser son propre fils Thomas sans le sou. Tom hérite ensuite de la famille O’Casey, fondatrice de la prestigieuse entreprise de whiskey irlandais homonyme, qui est décédée dans un tragique accident de calèche en montagne. Puis vient la crise de 1929 où Tom achète des paquets d’actions à vil prix qui s’avèrent valoir quelque temps plus tard une fortune telle que Roosevelt lui-même le sollicite pour gérer les finances du pays. Il anglicise alors son nom de famille en Winch. Sa soeur, Lisa, qui vit en France avec sa mère, est une pionnière de l’aviation en pleine guerre de 1914 et affronte incognito (une femme ne peut être pilote de chasse) Manfred von Richthofen, le fameux Baron rouge allemand ! En 1933, à 48 ans, et sur demande de sa mère Julie Lafleur Wincz qui souhaite une petite-fille ou un petit-fils, Tom propose à une jeune femme de 26 ans, Priscilla, vestiairiste de son club privé, de lui faire un enfant. Elle mourra en couches après avoir mis au monde Nerio.
Le troisième et dernier tome lève le voile sur l’adoption de Largo Winch. Nerio Winch a un frère de lait noir, Sidney, qu’il considère comme son frère de sang : lorsque sa femme est décédée en couche, son père avait confié l’enfant à la fille de sa cuisinière qui venait d’avoir un bébé. Au décès de son père, Nerio ne peut assister à son enterrement car il est à Washington pour remettre la main sur les champs pétrolifères concédés par son grand-père Milan Winczlav aux Cherokees. Son premier but est d’étendre ses activités, avec l’aide de sa grand-mère Julie et sa tante Elizabeth. Une fois la Winchoil créée, Nerio a deux objectifs dans la ligne de mire : anéantir un individu blond qui a osé lui manquer de respect à son club en se moquant de sa taille et trouver un hériter pour l’empire Winch. Pendant ce temps, dans la Yougoslavie de Tito, les Winczlav de la branche du frère de Vanko (au prénom inconnu) connaissent les affres des populations vivant derrière le rideau de fer. Parce que son père a été résistant face au nazisme, mais au nom de l’ancien souverain Pierre II de Yougoslavie, Jovan subit les affres de la répression du pouvoir communiste et est, comme tant d’autres, exécuté alors même que sa femme Aliana vient de mettre au monde sa fille Danitza. De son côté, aidé par Sidney et des méthodes qui ne font pas dans la dentelle, Nero parvient à ruiner Gordon, l'individu dont il voulait se venger. Mais Sidney, écoeuré par les méthodes douteuses de Nero, décide de ne plus participer à ces combines tordues. Quelques années plus tard, Danitza, après avoir fui de Belgrade avec sa mère Aliana, se retrouve prostituée à Zagreb en Croatie tout en prenant soin de sa mère atteinte d'une tumeur au cerveau. Elle y rencontre Stephan avec qui elle a un enfant, Largo. Nero part à leur recherche et sauve Largo après que sa mère a été assassinée à la demande du père de Stephan.

## Personnages
- Vanko Winczlav : jeune médecin idéaliste monténégrin qui prend le parti de l'insurrection paysanne contre contre l’occupant turc. Pourchassé par les autorités, il doit fuir pour l'Amérique en espérant y faire fortune.
- Veska : jeune Bulgare réduite en esclavage dans une auberge et que Vanka épousera lors de la traversée pour l'Amérique.
- Tom Winch : fils de Milan Wincz (fils de Vanko) et Julie Lafleur, coureur de jupon, naïf mais qui a le sens des affaires. Il se découvre héritier des richissimes Whiskies O’Casey, qu’il va devoir partager avec sa sœur jumelle, Lisa qu'il n'a pas revue depuis leurs 3 ans. Il va tenter de faire fructifier son affaire adoptant le nom de Winch.
- Lisa Winch : soeur jumelle de Tom, passionnée d'aviation, qui vit en France depuis de longues années, auprès de sa mère Julie Lafleur. Femme téméraire, casse-cou, et passionnée d'aviation, elle travaille en France aux côtés de Louis Blériot. Elle consacre sa part d'héritage à l'achat d'un biplan. Tandis que la guerre arrive en France, elle se lance dans la lutte contre l'envahisseur allemand en se frottant aux avions ennemis, notamment celui d'un certain Baron Rouge.
- Nerio Winch : fils de Thomas Winch, il est aux commandes de l’Empire financier que son père à progressivement bâti. Très vite, ses méthodes ne font pas dans la dentelle pour éliminer ses concurrents, il se forge une réputation de requin solitaire, sans héritier. Un jour, il entend parler d’une lointaine branche familiale en Yougoslavie, et plus particulièrement d’une cousine appelée Danitza, en fuite avec son petit garçon qui porterait le nom de Largo et qu'il va tenter de retrouver.
- Danitza Winczlav : fille d'Aliana et de Jovan Winczlav, descendant direct du frère de Vanko Winczlav (au prénom inconnu). Elle va lutter pour sa survie avec sa mère dans la Yougoslavie des années 60.
- Largo Winch : fils de Danitza Winczlav. Sauvé par Nerio après que sa mère a été assassinée, il est mis en pension au Liechtenstein pour grandir paisiblement sans savoir qu'il est l'héritier de Nerio.

## Albums
- 1. Vanko 1848[2],[3], Dupuis, France, 26 mars 2021
Scénario : Jean Van Hamme - Dessin : Philippe Berthet - Couleurs : Meephe Versaevel - (ISBN 979-1-034-75176-1)
- 2. Tom & Lisa 1910[4],[5], Dupuis, France, 6 mai 2022
Scénario : Jean Van Hamme - Dessin : Philippe Berthet - Couleurs : Meephe Versaevel - (ISBN 979-1-034-76105-0)
- 3. Danitza 1965[6],[7], Dupuis, France, 29 septembre 2023
Scénario : Jean Van Hamme - Dessin : Philippe Berthet - Couleurs : Mado - (ISBN 979-1-034-76107-4)

## Auteurs
Jean Van Hamme est un scénariste de bande dessinée belge. Il est le créateur des séries à succès Thorgal (1977), XIII (1984), Largo Winch (1990) et  Les Maîtres de l'orge (1992).
Philippe Berthet est un dessinateur de bande dessinée français. Adepte notamment des représentations féminines glamour, il dessine la série Pin-Up  avec Yann au scénario.

## Analyse
Jean Van Hamme et Philippe Berthet s'associent durant 3 tomes pour livrer l’histoire de la famille Winczlav, patronyme typiquement balkanique, à l'origine de Largo Winch. Qui sont les Winczlav ? Quelle est leur histoire ? Comment cette famille venue du Monténégro a pu devenir l’une des plus puissantes des Etats-Unis ? Comment les pions se sont-ils mis en place sur l’échiquier du destin pour qu’un homme promis à la misère puisse entrer dans la légende ?
Les ancêtres de Largo ne deviennent pas riches tout de suite : le premier tome débute dans la misère avec l’arrière-grand-père, puis il y aura le grand-père dans le tome 2 et, enfin, le troisième tome marque la fin de la série et se termine au moment où Nerio adopte un bébé qui s’appelle Largo. 
Van Hamme explique en interview au Parisien puis au Figaro comment, après avoir décrit l’arbre généalogique de Largo dès 1977 sur cinq ou six pages dans le premier roman (nota : Largo Winch a d’abord été édité sous forme de livres avant l'adaptation en BD à partir de 1990), il s'est posé la question de faire une saga sur les origines de Largo.
Le récit est truffé d’ellipses spatiales ou temporelles, que le lecteur comprend par une multitude d’indices disséminés dans les dialogues. C'est un choix délibéré de Van Hamme, précise Philippe Berthet en interview. Il complète dans une autre interview, en précisant avoir épuré son dessin pour renforcer la lisibilité des phylactères pour que « les planches restent équilibrées, digestes à lire tout en restant esthétiques ».
La planche 28 du premier album est centrée sur une évocation de la guerre de Sécession. Philippe Berthet raconte au Figaro comment Jean Van Hamme lui a fait confiance dans la conception de cette planche : « Quand j'ai découvert le script, la page était vierge! Jean m'a dit: “Débrouille-toi... Je te laisse carte blanche”. Je me suis dit que c'était un vrai défi graphique et narratif. Il fallait résumer quatre ans de conflit en une page. Avec l'aide de ma compagne, nous avons beaucoup réfléchi. J'ai voulu que cette planche soit comme un résumé, une évocation de la guerre, un concentré de sauvagerie... comme une allégorie de la guerre de Sécession. Et tout cela, sans une bulle ! ». Le résultat de cet exercice de synthèse est bluffant et magnifié par le trait stylé de Berthet. Il conduit Van Hamme à déclarer, non sans humour : « Tu vois, on a fait mieux que Les Tuniques bleues ! Dans leur série, ils racontent la guerre de Sécession depuis 50 ans, alors que nous, on l'a résumée en une page! ».
Il est à noter que la dénomination des titres des trois tomes de la trilogie rappelle un autre chef d’œuvre de Jean Van Hamme : Les Maîtres de l'orge, une saga familiale, financière et brassicole dont chacun des sept tomes avait pour titre le prénom d’un des Steenfort et la date principale des faits qui y étaient contés.

## Accueil critique
Le quotidien national Le Figaro désigne la série comme « une trilogie flamboyante qui retrace la généalogie bousculée de Largo Winch, une saga historique et familiale trépidante, meneé de main de maître par un Van Hamme passionné par son sujet ». Pour le journal, « Van Hamme s’est lancé un gigantesque défi: embrasser plusieurs époques, remonter aux racines profondes d’un personnage devenu une icône du neuvième art ».
Le site d'information de France Télévisions, francetvinfo.fr, est enthousiaste et cite « une saga qui nous fait survoler les siècles, les guerres, les migrations, la ruée vers l’or noir, la prohibition… le tout sous un scénario particulièrement limpide et un dessin pour le moins léché ».
Le quotidien régional Ouest-France explique savourer ce qui est « un véritable retour aux sources, tant pour l’histoire que pour la construction du récit » en concluant par « une aventure qui devrait plaire aux initiés comme aux profanes ».
Le journal suisse, Le Matin, est moins satisfait et écrit, à propos du premier album, qu'« il album manque de chair, de passion, de sensualité, de vie. Peut-être en raison d’une histoire ou les péripéties prennent le pas sur les personnalités. Sans doute aussi à cause de couleurs étonnamment froides ».
Le site belge RTBF Actus rédige une chronique mitigée à propos de Van Hamme jugé « très répétitif, avec des thématiques qui tournent en rond d’album en album, de série en série » mais dont la série est sauvée par Berthet « qui est parvenu à rendre son scénario lisible et agréable à lire ».
Le site bédéphile, Actua BD,,, souligne un récit mené tambour battant grâce au talent de Van Hamme qui parvient à « donner de l’épaisseur à une demi-douzaine de personnages principaux sans une rébarbative succession de dates et de lieux, dans un récit sans récitatif ou hors-textes ». Le site apprécie le dessin de Berthet en indiquant « un ensemble d’une belle homogénéité graphique ».
L'autre site bédéphile, BDzoom, reconnait en Jean Van Hamme « un génial raconteur d’histoires avec une galerie formidable de personnages et qui utilise avec une redoutable habileté les aléas de la grande histoire au profit de cette saga familiale palpitante » sans oublier de souligner « les pages lumineuses » de Philippe Berthet.
La communauté Les amis de la BD évoque « une trilogie classique réussie », une « copie sans faute » de Berthet grâce à son dessin clair et précis, et estime que Van Hamme « finit avec brio de raconter les origines de celui qui a été son premier héros ».
Pour Auracan,, site d'actualités de la bande dessinée, le résultat est à la hauteur des espérances avec Jean Van Hamme « en très bon conteur » et Philippe Berthet au « dessin ligne claire soigné et aux personnages expressifs » et qui a su « se jouer des difficultés de bulles souvent fort remplies eu égard à l’installation du récit ».
Le webzine culturel, Branchés Culture, note que l'histoire allait beaucoup trop vite dans le premier tome et qu'« on se pose un peu plus dans le tome 2 ». Le webzine en profite également pour souligner le travail de qualité de Dominique David pour la documentation et le crayonné des décors et de Meephe Versaevel aux couleurs constamment ad hoc.
Le blog Ligne Claire de Jean-Laurent Truc est moins enthousiaste lors de la sortie du tome 1 en indiquant qu'« on va attendre le tome 2 pour se faire une idée plus précise sur le sujet traité un peu à l’arrache ». Lors de la publication du tome 2, le site reconsidère un peu son avis et indique « qu’ils ont mis le turbo et que cela fonctionne bien ».